# K-25

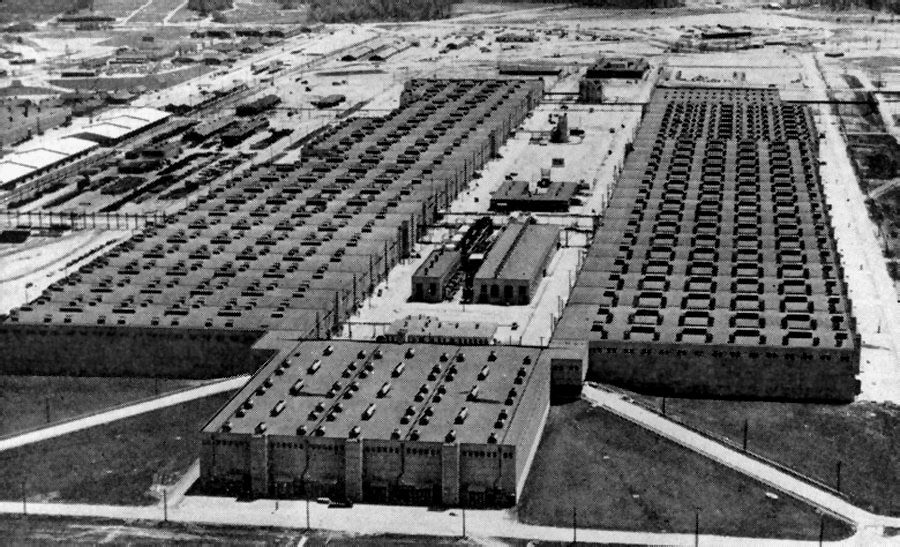
Die Anlage K25 um 1950

Das Gebäude K-25 befand sich bis zu seinem Abriss (2010–2012) im Oak Ridge National Laboratory bei Oak Ridge in Tennessee und gehörte als eine der wichtigsten Einrichtungen zur Uran-Anreicherung zum Manhattan-Projekt. Zu diesem Zweck waren im Inneren riesige Anlagen untergebracht, die mittels Gasdiffusion angereichertes Uran für die ersten Atombomben herstellten. Da diese Art der Urananreicherung sehr energieintensiv ist, war K-25 bei seiner Inbetriebnahme einer der größten Stromverbraucher der USA. Im Jahr 1954 verbrauchte der Ort Oak Ridge allein 10 Prozent der in den USA verfügbaren elektrischen Energie.

## Errichtung
Die Bauarbeiten begannen im Juni 1943 und wurden bereits im Frühjahr 1945 abgeschlossen. Zu dieser Zeit war K-25 das größte Gebäude der Welt und mit 512 Millionen Dollar Baukosten die teuerste Anlage des Manhattan-Projekts. Der Bau war so aufwändig, dass eine Vielzahl von Baufirmen gleichzeitig daran arbeiten musste. Es hatte in etwa die Form eines großen U, war über 800 Meter lang und 300 Meter breit. Damit war es flächenmäßig wesentlich größer als etwa das Pentagon. Beispielhaft für den Zeitdruck, unter dem das gesamte Manhattan-Projekt stand, war auch, dass mit dem Bau von K-25 bereits begonnen wurde, obwohl das Gasdiffusionsverfahren noch nicht vollständig entwickelt war.

## Betrieb
Etwa 25.000 Menschen arbeiteten ab 1944 in dem Gebäude. Der Großteil ohne zu wissen, woran. Um die vielen Arbeiter unterbringen zu können, wurde 1943 von der Army in unmittelbarer Nähe die Stadt Happy Valley errichtet, in der zuletzt etwa 15.000 Menschen in Wohnwagen lebten.
Gegen Ende des Jahres 1944 begann die Anreicherung von 235U. Der Großteil des in der Hiroshima-Bombe Little Boy verwendeten Urans wurde in K-25 verarbeitet.
Nach dem Zweiten Weltkrieg lief die Produktion weiter. Gasdiffusion war das einzige Verfahren zur Isotopentrennung, das während des Kalten Krieges großtechnisch eingesetzt wurde. In dessen Verlauf entstanden an verschiedenen anderen Orten in den USA ähnliche Anlagen, die nach dem Vorbild von Oak Ridge erbaut wurden.

## Einstellung der Produktion
Schon seit den 1960er Jahren und endgültig 1987 wurde die Produktion von waffenfähigem Material in K-25 eingestellt. Seitdem verfiel das Gebäude zusehends. Die gesamte Anlage war radioaktiv kontaminiert und durfte nicht ohne Erlaubnis betreten werden.

## Abriss
2008 entschloss sich das Energieministerium der Vereinigten Staaten dazu, die Anlage abreißen zu lassen. Der Verfall der in den 1940er-Jahren in großer Eile errichteten und seit den 1980er-Jahren vernachlässigten Gebäude hatte einen Grad erreicht, der die Sicherheit der Abrissarbeiter schon bald über die Maßen gefährdet hätte (z. B. einsackende Dächer, unsichere Böden, Risse in Säulen). Der westliche, weniger verfallene und radioaktiv weniger belastete Teil des Gebäudes wurde zuerst abgerissen, um Erfahrungen für den Abriss des Ostflügels zu sammeln. Laut erstem Zeitplan sollte die beauftragte Firma Bechtel Jacobs bis Ende 2011 die nötigen Abrissarbeiten beendet haben. Es kam jedoch zu Verzögerungen, so dass erst im September 2012 der weitgehende Abriss der beiden langen Flügel gemeldet werden konnte, bis auf ein Teilstück des Ostflügels, der noch mit dem langlebigen Isotop 99Technetium belastet ist und daher erst dekontaminiert werden muss. Die Arbeiten wurden im Dezember 2013 abgeschlossen.
Schon im April 2010 wurde bekannt, dass Bemühungen gescheitert sind, wenigstens den nördlichen Teil des Gebäudes, der den unteren Teil des „U“ bildet, für die Nachwelt zu erhalten. Auch dessen Struktur ist laut Energieministerium schon zu angegriffen, um mit vernünftigem Kostenaufwand noch restauriert werden zu können, und muss abgerissen werden. Zurzeit werde angestrebt, ein „Interpretive Center“ zu bauen und lediglich ein „Sicherheitsportal“ der Anlage zu erhalten. Stattdessen wurde 2013 festgelegt, dass ein dreistöckiges Gebäude errichtet werden soll, in dem einige originale Geräte aus dem Werk ausgestellt werden sollen. Es wird die Dimensionen der K-25-Anlage vermitteln.